# Революційна база
У військовій стратегії народної війни Мао Цзедуна, райо́н революці́йної ба́зи (кит.: 革命根据地 gémìng gēnjùdì ), або просто ба́за, — це місцевий опорний пункт, яку революційні сили, що ведуть народну війну, мають спробувати встановити, починаючи з віддаленої гірської чи лісистої місцевості, де ворог слабкий.
Такого роду база допомагає революційній провідній силі використати кілька переваг, які має невеликий революційний рух — однією з них може бути широка народна підтримка, особливо в окремій місцевості — проти державної влади з великою та добре оснащеною армією. Аби подолати нестачу припасів, революціонери в базовій зоні можуть штурмувати ізольовані аванпости або інші вразливі сховища припасів, контрольовані силами супротивника.